# 筑紫野市立天拝中学校
筑紫野市立天拝中学校（ちくしのしりつてんぱいちゅうがっこう）は、福岡県筑紫野市、公立中学校。1983年（昭和58年）に創立した。
2008年で25周年を迎えた。

## 沿革
- 1983年（昭和58年） - 開校

## 校是
- 健康
- 協調
- 自主

## 部活動
- 野球部
- サッカー部
- 男子バスケットボール部
- 女子バスケットボール部
- 男子卓球部
- 女子卓球部
- 女子ソフトテニス部
- 剣道部
- 吹奏楽部
- 美術部

## 交通手段
- JR天拝山駅より徒歩で約5分
- 西鉄天神大牟田線朝倉街道駅より徒歩で約10分

## 著名な出身者
- 田中賢介（プロ野球選手／北海道日本ハムファイターズ）
- 井上絢登（プロ野球選手／横浜DeNAベイスターズ）